# Ларга (Сермашу, Муреш)
Ларга (рум. Larga) — село у повіті Муреш в Румунії. Адміністративно підпорядковане місту Сермашу.
Село розташоване на відстані 294 км на північний захід від Бухареста, 34 км на північний захід від Тиргу-Муреша, 44 км на схід від Клуж-Напоки.

## Населення
За даними перепису населення 2002 року у селі проживали 72 особи.
Національний склад населення села:
| Національність | Кількість осіб | Відсоток |
| -------------- | -------------- | -------- |
| румуни         | 44             | 61,1%    |
| угорці         | 28             | 38,9%    |

Рідною мовою назвали:
| Мова      | Кількість осіб | Відсоток |
| --------- | -------------- | -------- |
| румунська | 44             | 61,1%    |
| угорська  | 28             | 38,9%    |